# 12674 Rybalka
12674 Rybalka (1980 RL2) là một tiểu hành tinh vành đai chính được phát hiện ngày 7 tháng 9 năm 1980 bởi N. S. Chernykh ở Đài vật lý thiên văn Crimean.